# بازی جوانه‌ها

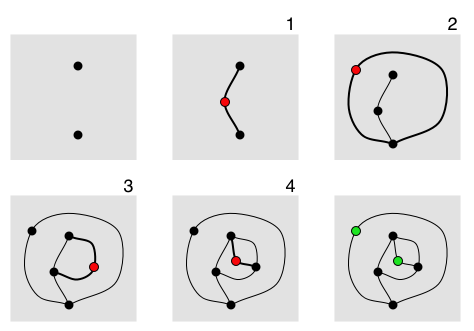
یک بازی ۲نقطه‌ای جوانه‌ها

بازی جوانه‌ها یک بازی قلم‌کاغذی با خواص جالب ریاضی است. این بازی را ریاضی‌دانان دانشگاه کمبریج، جان هورتون کانوی و مایک پترسون در اوایل دهه ۱۹۶۰ (میلادی) ابداع کردند.

## دستور بازی
این بازی توسط دو بازیکن انجام می‌شود و با کشیدن چند نقطه بر یک برگ کاغذ آغاز می‌شود. بازیکنان به نوبت بازی می‌کنند. در هر نوبت، یک خط بین دو نقطه (و یا از یک نقطه به خودش) کشیده می‌شود و یک نقطهٔ تازه روی خط گذاشته می‌شود. بازیکنان با قانون‌های زیر محدود شده‌اند:
- خط‌ها می‌توانند مستقیم یا منحنی باشند، اما نباید خودشان یا خط‌های دیگر را قطع کنند.
- نقطهٔ جدید نباید روی یکی از نقطه‌های انتهایی خط جدید قرار داده شود. بنابراین هر نقطهٔ جدید خط را به دو پاره‌خط کوتاه تقسیم می‌کند.
- به هیچ نقطه‌ای نباید بیش از سه خط متصل باشد. در این قانون، خطی که از یک نقطه به خودش کشیده می‌شود به عنوان دو اتصال شمرده می‌شود. همچنین نقطه‌های تازه که روی یک خط کشیده می‌شوند، از پیش دارای دو اتصال در نظر گرفته می‌شوند.

در به اصطلاح بازی معمولی، بازیکنی که آخرین حرکت را بکند برنده می‌شود. اما در بازی میزه، بازیکنی که آخرین حرکت را انجام دهد می‌بازد.